# Heinrich Anton Leichtweiß

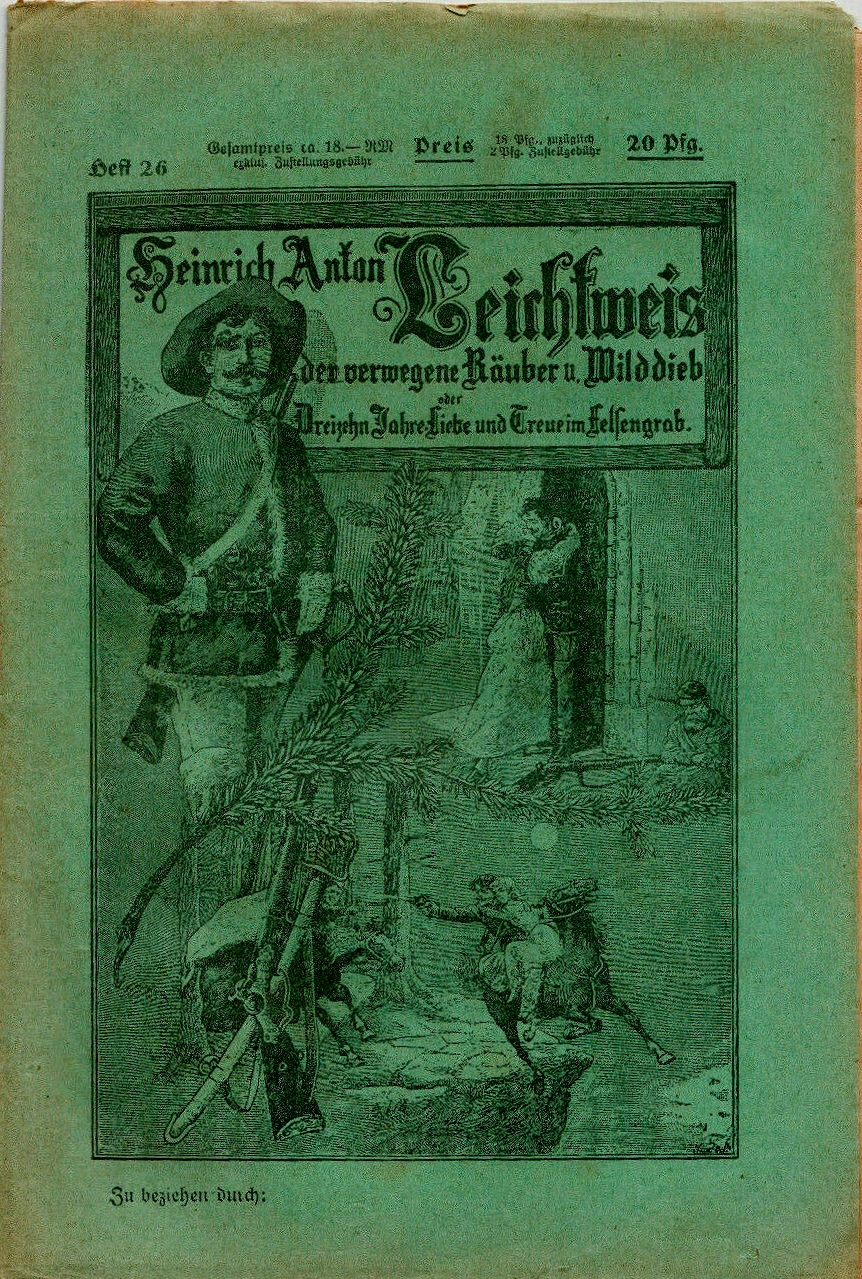
Titelblatt (Entwurf um 1900), Groschenheft, 1927

Heinrich Anton Leichtweiß (* 29. Dezember 1723 in Jugenheim bei Sprendlingen; † 12. März 1793 in Wiesbaden) war ein Bäcker, Gastwirt und verurteilter Wilddieb, der im 18. Jahrhundert in der Umgebung von Wiesbaden lebte.
Er lebte zuerst ehrbar als Bäcker und Gastwirt in Dotzheim, bis er als Wilddieb verurteilt wurde und schließlich im Zuchthaus verstarb. Er hielt sich zeitweise in der später nach ihm benannten Leichtweißhöhle versteckt. In späteren Zeiten wurde er als angeblicher Räuberhauptmann dargestellt.